# 3722 Urata
3722 Urata је астероид главног астероидног појаса чија средња удаљеност од Сунца износи 2,235 астрономских јединица (АЈ).
Апсолутна магнитуда астероида је 12,9.